# Comuna Bloke
Bloke (Občina Bloke) este o comună din Slovenia, cu o populație de 1.578 de locuitori (2002).

## Localități
Andrejčje, Benete, Bočkovo, Fara, Glina, Godičevo, Gradiško, Hiteno, Hribarjevo, Hudi Vrh, Jeršanovo, Kramplje, Lahovo, Lepi Vrh, Lovranovo, Malni, Metulje, Mramorovo pri Lužarjih, Mramorovo pri Pajkovem, Nemška vas na Blokah, Nova vas, Ograda, Polšeče, Radlek, Ravne na Blokah, Ravnik, Rožanče, Runarsko, Sleme, Strmca, Studenec na Blokah, Studeno na Blokah, Sveta Trojica, Sveti Duh, Škrabče, Škufče, Štorovo, Topol, Ulaka, Velike Bloke, Veliki Vrh, Volčje, Zakraj, Zales, Zavrh